# Sagartianthus
Sagartianthus is een geslacht van zeeanemonen uit de klasse van de Anthozoa (bloemdieren).

## Soorten
- Sagartianthus fasciarum Zamponi, 1980
- Sagartianthus indosinensis Carlgren, 1943